# Amata era
Amata era är en fjärilsart som beskrevs av Swinhoe 1891. Amata era ingår i släktet Amata och familjen björnspinnare. Inga underarter finns listade i Catalogue of Life.